# 鳩時計

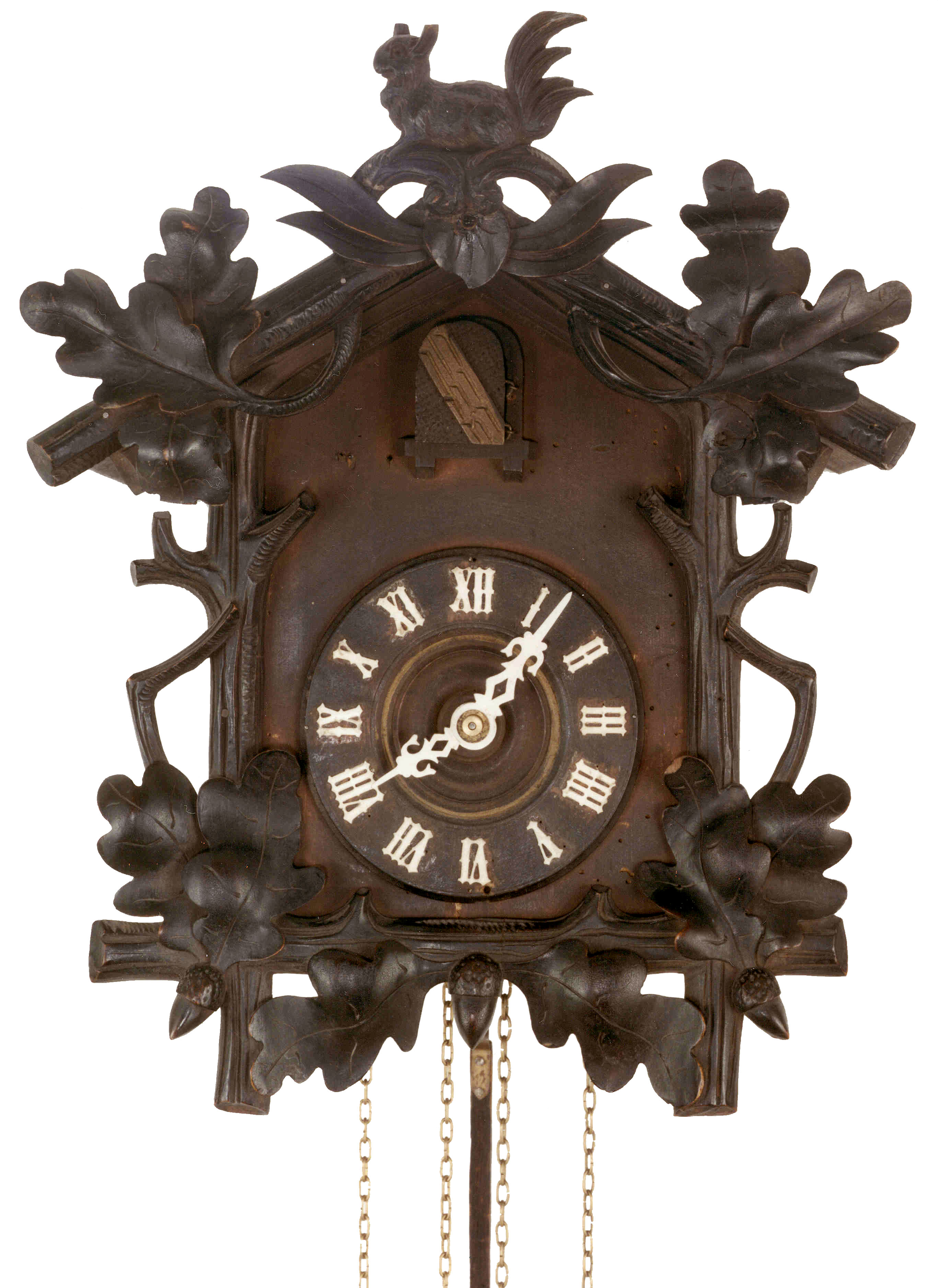
鳩時計（カッコウ時計）

鳩時計（はとどけい、独: Kuckucksuhr、英: cuckoo clock、カッコウ時計）は、壁掛け時計の一種である。

## 概要
ドイツ南西部にあるシュヴァルツヴァルト地方で作られたといわれる、重りで動かす木製の振り子時計である。毎時ちょうどに時計上部の小さな窓から小鳥の模型が顔を出し、時刻の数だけ鳴いて時報を教え、半にも一度鳴く。
人形の付いているタイプは、針金などを使って小鳥の動きと同時に薪割りをする動きなどを時計の中に入れ、ほとんどの場合（サイズの小さいものを除く）はポッポの時報と同時に鐘が鳴り、スイス製シリンダー式オルゴールが流れるものもある。
1783年にドイツで発明されたと伝えられているが、発祥時期の明らかな文献は残っていない。ドイツとスイスの国境に近いシュヴァルツヴァルト地方がその原産地で、スイスでも一部作られている。
ドイツにはシュヴァルツヴァルト時計協会があり、おもり式鳩時計の品質証明書を発行している。この証明書は、シュヴァルツヴァルト時計協会が定める品質をクリアしている証であり、その基準を満たしている伝統のシュヴァルツヴァルト産機械式鳩時計にのみ、その認定書が付けられている。
日本では鳩時計と呼ばれるが、本来はカッコウが鳴く時計である。カッコウの別名が閑古鳥（不景気なときに鳴くとされる鳥）であるため、縁起が悪いと変えられたという説がある。鳴き声は時計内部にある高音と低音の2つのふいご（アコーディオンのような蛇腹）により発音される。

## 造形・仕組み
本体のデザインは、伝統的に葉のついた巣箱型の物や山小屋型のものが多い。振り子には葉の形をしたバランスが付いており、その上下によって振幅の速度を調整する。時計の文字盤はローマ数字である。
動力源は鎖に付いた重りの重力である。重りは細長い松ぼっくり形状で、通常2つまたは3つあり、1つは時計を動かすため、もう1つは時報（鳩や鐘の音）、そしてもう1つはオルゴールを動かすためである。
音を出す仕組みは、パイプオルガン等で使用する笛Gedacktを2本使用してカッコウの音を再現する。
ムーブメントには8日巻と1日巻があり、重りの付いていないもう一方の鎖を手で引くことで巻き上げる。オルゴールが付いたものは通常、時報とともに針金などを使って木製の人形を動かし、オルゴールがその後に流れる。その曲に合わせ、人形が回りだす。
伝統の重り式鳩時計が普及している一方、現在ではドイツ国内市場はもちろん、アメリカ、日本、中国などでも新しいムーブメントを組み込んだクォーツ式の鳩時計タイプが多く販売され始めている。
重り式同様、電池式でも時報は小鳥が出てきてカッコーを録音したもの、又はふいごの音が流れ、時間を知らせる。電子音メロディやオルゴールを搭載したものもあり、メロディーに合わせてモーター駆動の人形が動く。
中には振子がついているものがあるが、クォーツ式時計に関しては振子は飾りであるため、なくても動作に支障はない。
だが、中には電池式でも振子により速度を調整する機械式時計に似た機構を持ったものがあるが、そちらはあまり普及しなかった。

## 文化
日本では閑古鳥（カッコウ）は縁起が悪いことから、カッコウから鳩が出る時計に変わったという説がある。
ノルウェーでは、カッコウの鳴く方向で占いを行っており、北で鳴くと死者がでるとされたことから、家の北側に鳩時計を置かないという風習がある。
上記のように書くと、カッコウは縁起が悪いと思われがちだが、ヨーロッパでは縁起の良い鳥とされている。先のノルウェーではカッコウの鳴く木の下にいると願いが三つ叶うといわれていたり、フランスでは初鳴きを聞いた時にポケットに金があれば一年金に困らないと言われるなど、縁起の良い話は多い。
- 第三の男 - 映画の作中、オーソン・ウェルズ扮する登場人物ハリー・ライムが、ボルジア家の圧政と流血の30年におけるイタリアの栄華を語ったあと、スイスの500年の平和を引き合いに出して「鳩時計」の一言で切って捨てる有名な台詞がある。

博物館
- 鳩時計のふいごCuckooland Museum（英語版） - イギリス

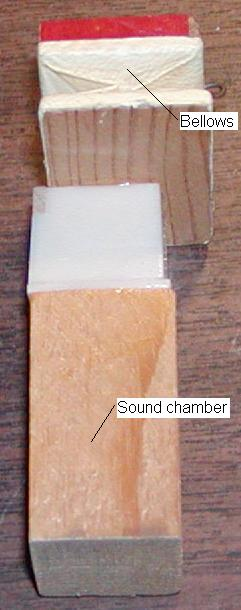
鳩時計のふいご

- German Clock Museum（英語版） - ドイツ
- Dorf- und Uhrenmuseum Gütenbach（英語版）
- James J. Fiorentino Foundation and Museum - アメリカ、ミネアポリス。個人収蔵品展示[5]。